# Rosie Ramsey

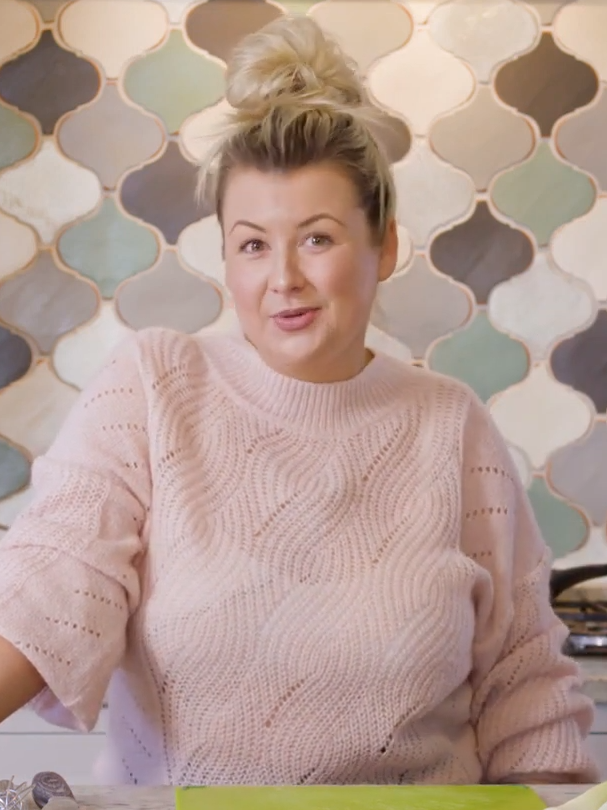
Rosie Ramsey (2021)

Rosemary Ramsey (geboren Winter, * 30. August 1986) ist eine englische Podcasterin, Autorin und Moderatorin. Zusammen mit ihrem Mann Chris Ramsey hostet sie seit 2019 den Comedy-Podcast Shagged Married Annoyed und die BBC-Show The Chris & Rosie Ramsey Show (2022–2024). Sie trat in den Gameshows The Wheel, Would I Lie to You? und You Bet! auf. 2025 war sie eine Teilnehmerin in der 19. Staffel von Taskmaster.

## Leben und Karriere
Rosemary Winter wurde in South Shields, Tyne and Wear geboren und ist die Tochter von Sandra und Derek Winter. Sie traff Chris Ramsey mit 14 Jahren über ihre Freundesgruppe und besuchte später mit ihm das gleiche College. Nach dem College arbeitete sie als Bluecoat (Unterhalterin) in den Pontins Feriencamps, Stadionsprecherin beim Newcastle Racecourse und Moderatorin bei dem Radiosender Capital. 2012 begegneten sie und Chris Ramsey sich wieder und gingen eine Beziehung ein. Das Paar heiratete am 25. Juli 2014, im Oktober 2015 wurde ihr erster Sohn geboren. 2017 traten sie zusammen in der Channel 4 Serie Parenting for Idiots auf.
Im Februar 2019 begann das Paar seinen wöchentlichen Podcast Shagged Married Annoyed. Es ist einer der meistgehörten Podcasts in Großbritannien mit über 170 Millionen Downloads. Der Podcast gewann den Listeners' Choice Award bei den British Podcast Awards und erreichte 2020 den dritten Platz in der Kategorie Best New Podcast. 2020 und 2023 gingen sie außerdem in Großbritannien mit ihrem Podcast auf Tour. 2020 stellten sie dabei den Guinness World Record für die größte live Podcast-Show in der Londoner O2 Arena auf.
Nach einer Fehlgeburt im Jahr 2018 kam im Januar 2021 das zweite Kind von Rosie und Chris Ramsey zur Welt. Im November 2021 wurde die BBC show The Chris & Rosie Ramsey Show angekündigt, welche von den beiden moderiert wurde. Die Show wurde im Juni 2022 um eine zweite Staffel erweitert. Rosie Ramsey nahm im Dezember 2022 an der Sendung Strictly Come Dancing teil.
Im März 2024 war Ramsey ein der Moderatoren für die Comic Relief Fernseh-Spendengala. 2025 nahm sie neben Fatiha El-Ghorri, Jason Mantzoukas, Mathew Baynton und Stevie Martin an der 19. Staffel der Channel 4 Sendung Taskmaster teil.

## Filmografie
| Jahr       | Titel                               | Rolle | Quelle |
| ---------- | ----------------------------------- | --- | ------ |
| 2017       | Parenting for Idiots                | Dokumentarserie | [ 7 ]  |
| 2018       | The Chris Ramsey Show               | Gast | [ 7 ]  |
| 2018       | Lorraine                            | Gast | [ 7 ]  |
| 2018       | Death on the Tyne                   | Stimme | [ 18 ] |
| 2019       | Good Morning Britain                | Gast | [ 19 ] |
| 2019, 2020 | Saturday Kitchen                    | Gast; 2 Folgen | [ 7 ]  |
| 2019       | The Sara Cox Show                   | Gast; 2 Folgen | [ 7 ]  |
| 2020       | This Morning                        | Gast | [ 7 ]  |
| 2020       | Alan Carr's Epic Gameshow           | Teilnehmerin | [ 20 ] |
| 2020       | Sunday Brunch                       | Gast | [ 7 ]  |
| 2021       | Ant & Dec's Saturday Night Takeaway | Gast | [ 7 ]  |
| 2021       | The One Show                        | Gast | [ 7 ]  |
| 2021       | The Graham Norton Show              | Gast | [ 7 ]  |
| 2021, 2022 | CBeebies Bedtime Story              | Vorleserin | [ 7 ]  |
| 2021       | Teen Mum Academy                    | Erzählerin | [ 7 ]  |
| 2021       | Strictly Come Dancing: It Takes Two | Gast | [ 7 ]  |
| 2021–2023  | The Chris & Rosie Ramsey Show       | Co-Moderatorin | [ 12 ] |
| 2022       | Strictly Come Dancing               | Teilnehmerin mit Neil Jones; 2022 Christmas Special                                                                               | [ 7 ]  |
| 2023       | Michael McIntyre's Big Show         | Gast | [ 7 ]  |
| 2023       | National Comedy Awards              | Gast | [ 7 ]  |
| 2023       | The Wheel                           | Gast | [ 7 ]  |
| 2023       | The Lateish Show with Mo Gilligan   | Gast | [ 21 ] |
| 2023       | Who Do You Think You Are?           | Gast | [ 21 ] |
| 2024       | Comic Relief                        | Moderatorin – mit Sir Lenny Henry, Joel Dommett, Davina McCall, Paddy McGuiness, Romesh Ranganathan, David Tennant and Maya Jama. | [ 22 ] |
| 2025       | Taskmaster                          | Teilnehmerin, Staffel 19 | [ 23 ] |